# John Maher
John Maher es un experto en reparaciones de carros inglés, quien en un tiempo se hizo conocido por haber formado parte de la banda punk Buzzcocks, a la cual perteneció de 1976 a 1981, y en su reunión, de 1989 a 1991.
Nacido el 21 de abril de 1960, en 1976, a los 16 años y aún como alumno en la escuela católica de St. Bede, en Mánchester, comienza a integrar Buzzcocks, entonces formados por Howard Devoto, en voz, y Pete Shelley, sólo en guitarra. Con ellos permanece hasta 1981, cuando la banda se separa por primera vez. Mientras, también había colaborado con Pauline Murray and The Invisible Girls y Wah!.
Luego de la separación de Buzzcocks, forma, junto a Steve Diggle, su compañero en esa banda, Flag of Convenience, de la cual se separa al poco tiempo.
Ahora, está dedicado a las reparaciones de autos y maneja una compañía dedicada a ello, "John Maher Racing".